# يشيليورد (طوت)
يشيليورد (بالتركية: Yeşilyurt)‏ هي قرية تتبع إداريّاً لمديرية طوت في محافظة أديامان التركية الواقعة في جنوب شرق الأناضول. بلغ عدد سكانها 202 نسمة في عام 2021، ويتبعها نجع بينارلي.